# Montenol
Montenol (toponimo francese) è una frazione di 86 abitanti del comune svizzero di Clos du Doubs, nel Canton Giura (distretto di Porrentruy).

## Storia

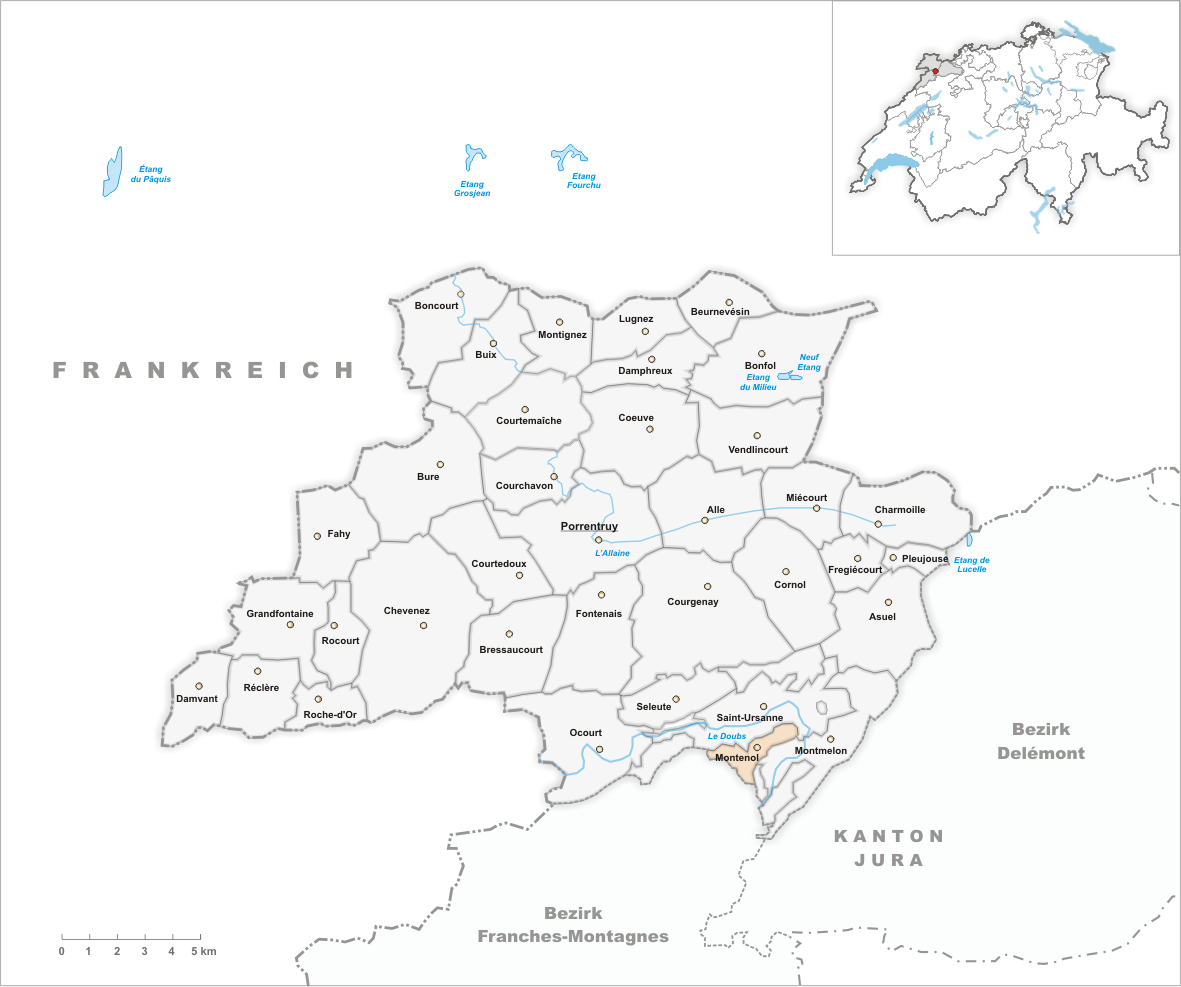
Il territorio del comune di Montenol prima degli accorpamenti comunali del 2009

Già comune autonomo che si estendeva per 2,15 km², il 1º gennaio 2009 è stato accorpato agli altri comuni soppressi di Epauvillers, Epiquerez, Montmelon, Ocourt, Saint-Ursanne e Seleute per formare il nuovo comune di Clos du Doubs.

## Monumenti e luoghi d'interesse

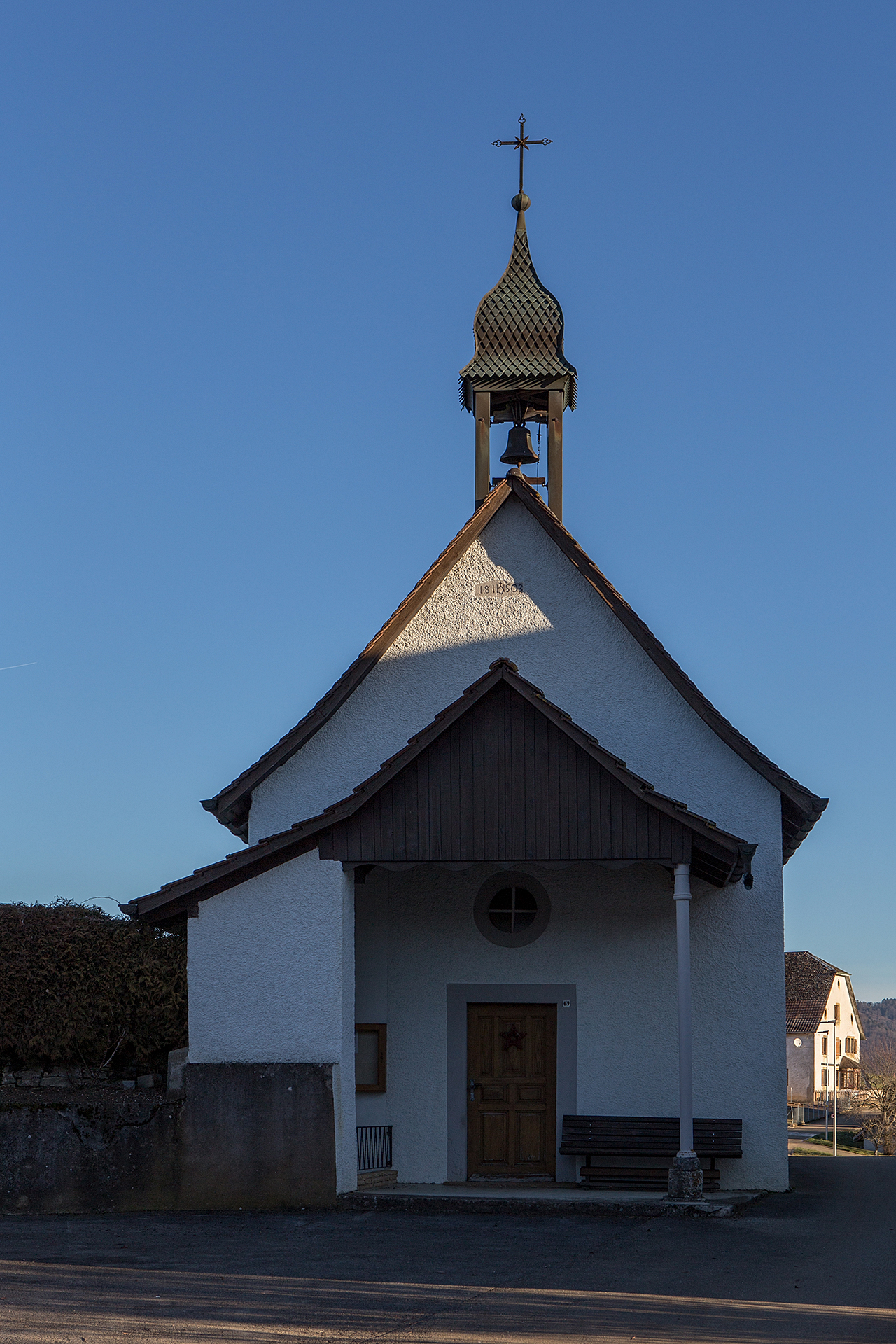
La cappella di Nostra Signora di Lourdes

- Cappella cattolica di Nostra Signora di Lourdes (già di Sant'Anna), eretta nel 1817[1].

## Società

### Evoluzione demografica
L'evoluzione demografica è riportata nella seguente tabella:
Abitanti censiti

## Amministrazione
Dal 1836 comune politico e comune patriziale erano uniti nella forma del commune mixte.